# Thinocorus rumicivorus
Il tinocoride rumicivoro (Thinocorus rumicivorus, Eschscholtz, 1829) è un uccello della famiglia dei Thinocoridae dell'ordine dei Charadriiformes.

## Sistematica
Thinocorus rumicivorus ha cinque sottospecie:
- Thinocorus rumicivorus bolivianus
- Thinocorus rumicivorus cuneicauda
- Thinocorus rumicivorus pallidus
- Thinocorus rumicivorus patagonicus
- Thinocorus rumicivorus rumicivorus

## Distribuzione e habitat
Questo uccello vive in Cile, Bolivia, Perù, Ecuador, Uruguay e Argentina. Saltuariamente lo si è avvistato anche in Brasile, Antartide e Isole Falkland.